# 弗拉特利克 (肯塔基州)
弗拉特利克（英語：Flat Lick）是位於美國肯塔基州諾克斯縣的一個人口普查指定地區。

## 人口
根據2020年美國人口普查的數據，弗拉特利克的面積為12.39平方千米，當中陸地面積為12.38平方千米，而水域面積為0.01平方千米。當地共有人口850人，而人口密度為每平方千米68.6人。